# Juárez kommun, Michoacán de Ocampo
Juárez är en kommun i Mexiko.   Den ligger i delstaten Michoacán de Ocampo, i den södra delen av landet, 140 km väster om huvudstaden Mexico City.
Följande samhällen finns i Juárez:
- Santa Ana de Guerrero
- Enandio
- Zicata de Morelos
- El Aguaje
- Landero
- Orocutín de Serdán
- Puerto de Timbuscatío
- Santa Cruz
- Puerto de los Laureles
- El Limoncito
- Trincheras
- Agua de la Piedra
- Las Mesitas